# Aukje de Vries
Aukje de Vries (Leeuwarden, 21 oktober 1964) is een Nederlands politica voor de VVD. Sinds 6 december 2023 is zij Tweede Kamerlid, een functie die ze ook van 8 november 2012 tot 10 januari 2022 vervulde. Van 10 januari 2022 tot 2 juli 2024 was zij staatssecretaris voor Toeslagen en Douane in het kabinet-Rutte IV.

## Biografie
Nadat De Vries het gymnasium-b behaalde op het Christelijk Gymnasium Leeuwarden ging ze sociale geografie studeren aan de Rijksuniversiteit Groningen en koos als afstudeerrichting economische geografie. Tussen 1989 en 2001 was zij achtereenvolgens beleidsmedewerker en senior beleidsmedewerker economische zaken en senior adviseur bestuur en management bij de gemeente Leeuwarden. Van 2001 tot 2004 was De Vries senior projectmanager bij Aeriom/Groustins in Leeuwarden en van 2004 tot 2007 was zij teamleider beleidsontwikkeling bij de gemeente Den Helder. Van 2008 tot het Kamerlidmaatschap in 2012 was zij afdelingsmanager beleidsontwikkeling en projecten bij de gemeente Boarnsterhim.

### Lokale en regionale politiek Friesland
De Vries was van 2002 tot 2011 gemeenteraadslid en VVD-fractievoorzitter in Leeuwarden en van 2011 tot 2012 lid en VVD-fractievoorzitter van de Provinciale Staten van Friesland. Van 2006 tot 2010 was De Vries ook lid van de commissie werk en inkomen van de Vereniging van Nederlandse Gemeenten (VNG).

### Tweede Kamer en staatssecretaris
De Vries is op 8 november 2012 geïnstalleerd als lid van de Tweede Kamer der Staten-Generaal namens de VVD. De Vries was financieel woordvoerder tot 2021 en sindsdien woordvoerder Volksgezondheid, Welzijn en Sport.
De Vries was vanaf 10 januari 2022 staatssecretaris voor Toeslagen en Douane op het ministerie van Financiën in het kabinet-Rutte IV. In die rol was zij verantwoordelijk voor de afhandeling van de toeslagenaffaire. Bij het afleggen van de belofte koos De Vries ervoor om de belofte in het Fries uit te spreken: "dat ferklaerje en ûnhjit ik‘’.
Na de Tweede Kamerverkiezingen van 22 november 2023 werd De Vries opnieuw Kamerlid, ditmaal naast haar staatssecretariaat. Ze werd op 6 december dat jaar beëdigd. Haar staatssecretariaat eindigde op 2 juli 2024, bij het aantreden van het kabinet-Schoof.